# Манджушрі (монастир)
Манджушрі — буддійський монастир в Монголії, у 46 кілометрах від Улан-Батора, на північ від міста Зуунмод. Монастир розташований на південному схилі священної гори Богд-Хан на висоті 1800 метрів над рівнем моря.

## Історія
Перші буддійські монастирі за своїм статусом та розмірами були неоднаковими, найбільші зводились за вказівкою хана. Великим впливом користувались монастирі, присвячені святим переродженцям, хубілганам. Таким був Манзушрі хийд, або скит, який збудували на місці одинокої обителі монаха-самітника. Колись, сидячи на горі, монах з'єднався в медитації з богом замежної мудрості, яка пізнається в осяянні Манзушрі. Це один з трьох бодгісаттв, які не пішли в нірвану, а намагались знайти людям шлях до спасіння. Монастир було збудовано у 1733 році, на початку ХІХ століття у ньому на богослужіння збиралось понад 300 лам. У 19 столітті він нараховував понад 20 храмів. Монастир лами-самітника згадує Микола Реріх, який відвідав Монголію у 1926 році. Однак вже у 1932 році монастир було зруйновано. У 1990-х роках вдалось відновити лише один храм, решта залишаються в руїнах. У 1998 році район монастиря монгольський уряд взяв під охорону.

## Цікаві факти
У монастирі є музей, в якому можна побачити фотографії, зроблені німецьким мандрівником на початку ХХ століттяХХ століття. Також музей має деякі предмети буддійського мистецтва, колекцію масок Цам. У подвір'ї музею розташовано великий казан. На ньому старомонгольською написано, що його виготовив коваль Жол-буу разом з родичами в останній місяць літа Червоного коня, тобто у 1728 році. У цьому казані готували їжу для понад тисячі лам. Довжина осі казана складає 6,7 м, поперечний розріз — 2,15 м, глибина — 1,4 метра, місткість — 1800 літрів, маса близько 7 тонн. Для приготування їжі у казані йшло м'ясо 20 баранів або 2 волів.

## Порядок відвідин монастиря
Монастир розташовано на території національного парку Богдо-хан-Уул. Відвідування, а також проїзд на територію парку є платними. Водночас монастир є бажаним місцем паломництва для буддистів з Монголії, Росії, Китаю, Кореї, Японії. До монастиря можна зробити і пішу прогулянку з Улан-Батора через гірський масив Богдо Хаан Уул, що займе 4 години.

## Галерея

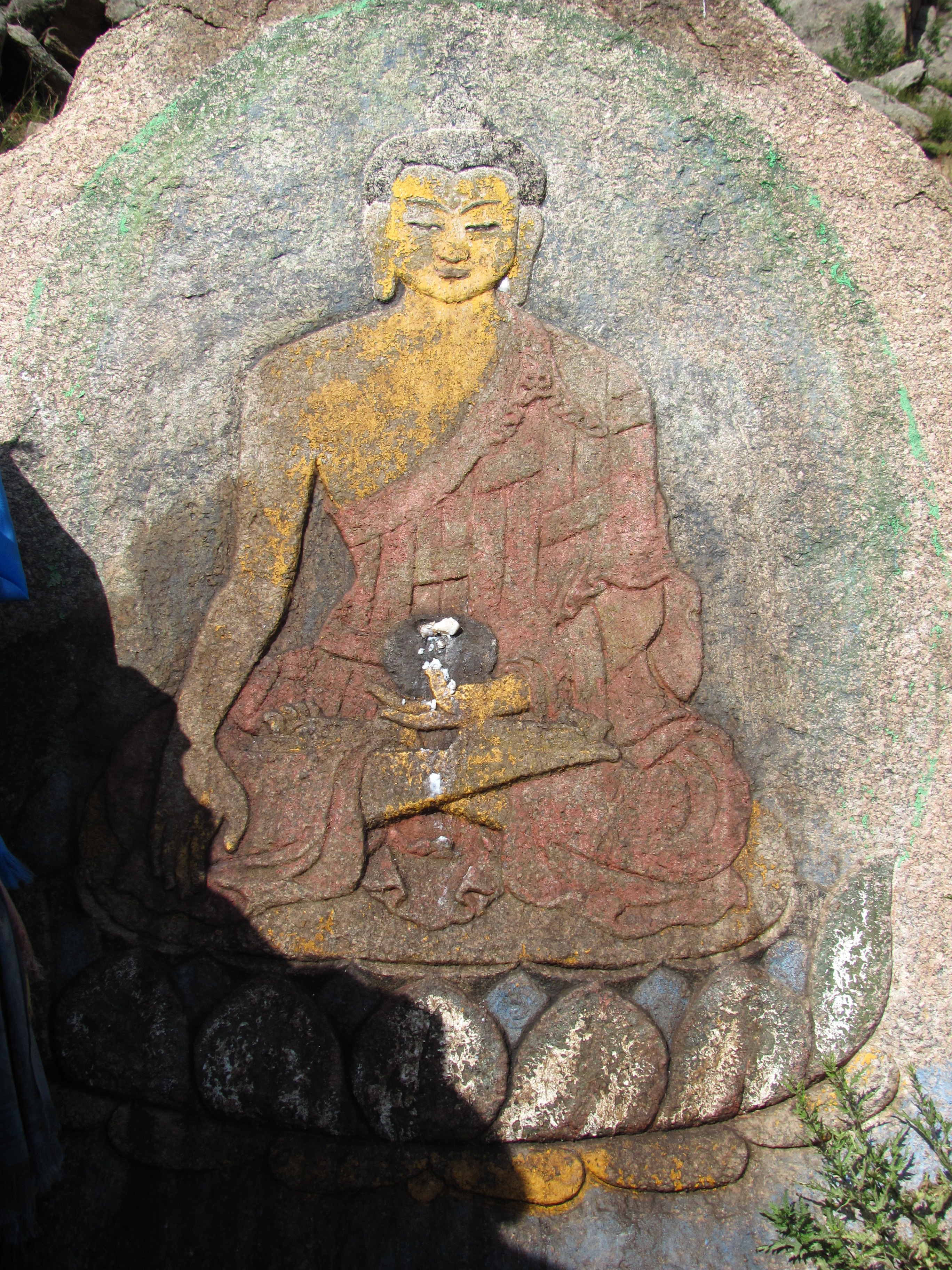
Буддійський рельєф 18 століття в монастирі

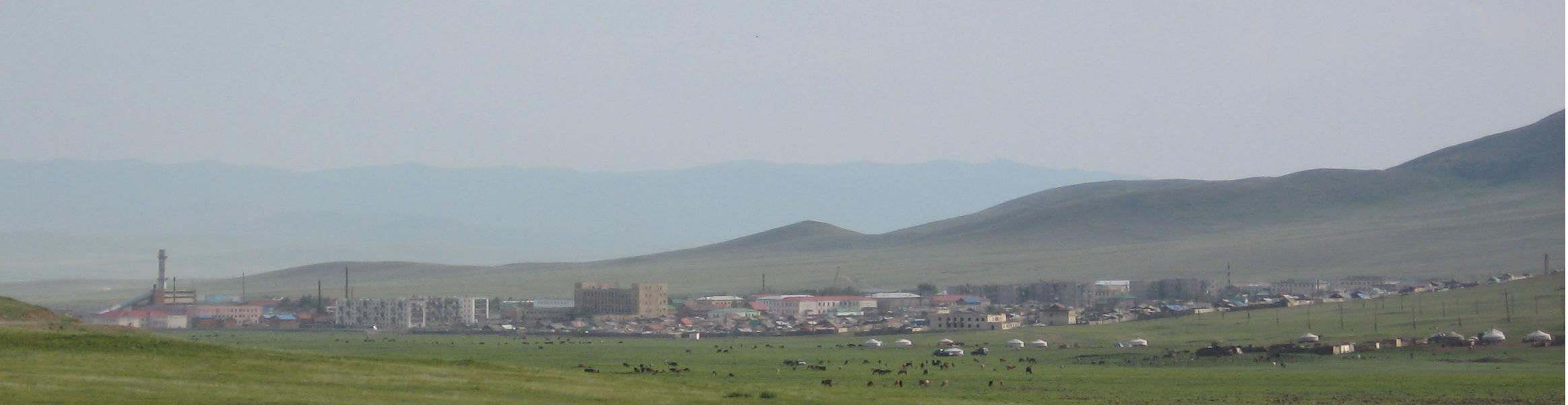
Панорама Зуунмоду